# Mazda 800
Der Mazda 800 war ein PKW der unteren Mittelklasse, den Mazda in Japan von 1964 bis 1967 fertigte. In Europa wurde er nicht angeboten. 1965 wurde ihm ein Mazda 1000 mit größerem Motor zur Seite gestellt. Beide Fahrzeuge waren im Heimatmarkt die ersten Mazda Familia.
Der kleine Wagen war als 2- oder 4-türige Limousine und als 3-türiger Kombi erhältlich. Der vorne längs eingebaute Vierzylinder-OHV-Reihenmotor mit 782 cm³ Hubraum entwickelte 42 bhp (31 kW) bei 6.000 min−1. Über ein manuelles Vierganggetriebe und eine Kardanwelle wurde die Motorkraft an die Hinterräder weitergeleitet. Die Höchstgeschwindigkeit betrug 115 km/h. In den verchromten Kühlergrill in Wagenbreite waren Doppelscheinwerfer eingelassen.
1965 stellte Mazda dem 800 ein Coupé 1000 zur Seite, das neben einem etwas anders gestalteten Kühlergrill (schwarz mit waagerechtem Chromstab) einen Vierzylinder-OHC-Reihenmotor mit 985 cm³ vorweisen konnte, der eine Leistung von 68 bhp (50 kW) bei 6.500 min−1 abgab. Der elegante Wagen erreichte 145 km/h.
1967 gab es dann auch die 2-türige Limousine mit dem 1,0 l-R4-Motor. Allerdings beschränkte man sich auf eine OHV-Konstruktion, die nur 58 bhp (43 kW) bei 6.000 min−1 leistete. Anstatt der Doppelscheinwerfer hatte der Wagen einzelne Scheinwerfer. Er erreichte eine Höchstgeschwindigkeit von 135 km/h.
Im gleichen Jahr wurde der Nachfolger mit gleichem Motor, aber größerer Karosserie als 1000 Deluxe vorgestellt.